# Gammarus desperatus
Gammarus desperatus är en kräftdjursart som beskrevs av Cole 1981. Gammarus desperatus ingår i släktet Gammarus och familjen Gammaridae. IUCN kategoriserar arten globalt som akut hotad. Inga underarter finns listade i Catalogue of Life.